# Thienemanniella lutea
Thienemanniella lutea är en tvåvingeart som först beskrevs av Edwards 1924.  Thienemanniella lutea ingår i släktet Thienemanniella och familjen fjädermyggor. Inga underarter finns listade i Catalogue of Life.